# Turmhügel Ostergaden
Der Turmhügel Ostergaden ist eine abgegangene mittelalterliche Turmhügelburg (Motte) auf der „Steinleite“, etwa 500 Meter ostsüdöstlich von Ostergaden, einem Ortsteil der Gemeinde Altdorf im niederbayerischen Landkreis Landshut in Bayern. Über diese Höhenburg sind keine geschichtlichen oder archäologischen Informationen bekannt, sie wird grob als mittelalterlich datiert. Erhalten hat sich von der Anlage am Rand eines Steilhanges zum breiten Tal der Isar nur ein kegelförmiger Burghügel sowie ein Burggraben. Die Burgstelle ist als Bodendenkmal Nummer D-2-7438-0127: „Turmhügel des Mittelalters“ geschützt.

## Beschreibung
Die bewaldete Burgstelle in der Forstabteilung Hascherholz befindet sich in rund 474 m ü. NN Höhe am oberen Rand des steil nach Süden abfallenden Isartalrandes. Der als Schlossberg oder Schlossbuckel bezeichnete kegelförmige Burghügel wurde künstlich abgesteilt, sein Plateau weist noch einen Durchmesser von etwa 12 Metern auf. Auf dem Plateau befindet sich ein Grabungsloch, Spuren von einstiger Bebauung sind nicht mehr vorhanden. Der Burghügel geht an seiner Südseite in die steile Hangböschung über und war so von Natur aus gut geschützt. An der Nordseite wird er durch einen bogenförmigen Graben von der leicht nach Norden abfallenden, landwirtschaftlich genutzten Hochfläche abgeschnitten. Dieser als Annäherungshindernis dienende Graben erreicht vom Plateau aus noch eine Tiefe von 2,5 Meter, seine Außenböschung steigt dagegen nur einen Meter an.